# مدرسة التوحيد الدولية
مدرسة التوحيد الدولية مدرسة دولية فلبينية باكستانية تقع في ينبع غرب المملكة العربية السعودية وهي مرخصة من قبل وزارة التعليم السعودية رخصة رقم: 198/S. يتم تقسيم الطلبة إلى ثلاثة مستويات: مرحلة ما قبل المدرسة (الحضانة الروضة) والابتدائية (الصفوف 1-6) والثانوية (الصفوف 7-10).

## لمحة تاريخية قصيرة
مدرسة التوحيد الدولية هي مؤسسة تعليمية خاصة تقع في منطقة البحر في ينبع بالمملكة العربية السعودية. حصلت على الترخيص المبدئي في 23 مايو 2004 الصادر عن وزارة التربية والتعليم (وزارة التعليم حاليا) في المملكة العربية السعودية مع رخصة رقم: 198/S بعد أن أوفت بجميع المتطلبات الضرورية لفتح مدرسة دولية. جاءت فكرة فتح مدرسة دولية إلى حيز الوجود وذلك بسبب الطلب المتزايد على المدارس الدولية من قبل أبناء المغتربين.

### المهمة
تقوم المدرسة بتطوير أساليب التدريس بحيث يصبحون الأفراد أكفاء وفعالين ومتخصصين.

## الطلبة
معظم طلاب مدرسة التوحيد الدولية ينتمون إلى أربع جنسيات مختلفة: الباكستانية والفلبينية والأردنية والمصرية.

## المعلمين
المدرسة لديها العديد من المعلمين من الفلبين وباكستان وفلسطين وروسيا والهند وأوروبا ومصر. تتضمن إدارة المدرسة على مدير المدرسة والمسجل والكاتب المالي والكاتب العام.

## المناهج
المناهج التي تدرس معتمدة من قبل المجلس الاتحادي الباكستاني.

### احتفال المدرسة
كل عام دراسي تحتفل المدرسة بعدة مناسبات مختلفة مثل يوم التعريف بالأمم المتحدة وشهر اللغة الفلبينية ومهرجان الرياضة وشهر التغذية ويوم المعلم.